# Anoplodera
Anoplodera är ett släkte bland skalbaggarna långhorningar, av vilka åtta arter förekommer i Sverige.
Skalbaggarna inom släktet Anaplodera hör till de långhorningar som söker sig till blommor och ingår bland blombockarna. Dess larver urvecklas i döda träd.